# Puntigrus anchisporus
Puntigrus anchisporus — вид прісноводних риб родини Коропових (Cyprinidae). Вперше описаний у 1902 році як Barbus anchisporus.
Ззовні рибка дуже подібна до суматранського барбуса, й тому їх легко переплутати. Однак даний вид майже не зустрічається в акваріумах, хоча і експортувався у минулому як суматранський барбус.
В цілому має більш тендітний вигляд ніж суматранський барбус, дрібнішу луску, черевні плавці повністю червоні, бічна лінія повна (тоді як у суматранського барбуса — неповна). Довжина риби — 5-6 см.
Puntigrus anchisporus, є ендеміком о.Калімантан. Зустрічається в основному в західній та центральній частинах острова, де мешкає у лісових річках та притоках з відносно чистою водою та піщаним чи кам'янистим ґрунтом та густими зарослями рослинності.
Умови утримання в акваріумі та поведінка як і в суматранського барбуса.